# Кусов, Алексей Иванович
Алексей Иванович Кусов (1790—1848) — коммерции советник.

## Биография
Родился 10 (21) марта 1779 года — внук основателя известной среди петербургского купечества фамилии Кусовых — Василия Григорьевича Кусова; при жизни отца Ивана Васильевича (1750—1819) был его ближайшим помощником по общему управлению делами фирмы.
В 1822 году был директором от купечества в Государственном коммерческом банке, с 1827 года — членом Совета государственных кредитных установлений.
В 1830 году А. И. Кусов — один из деятельнейших членов комитета по учреждению холерных больниц, заведовал больницей на Сенной площади; в 1839 году стал одним из учредителей высшего коммерческого пансиона.
Вместе с братом Николаем (1781—1856), 27 марта 1830 года был возведён в потомственное дворянство и 8 июля 1832 года жалованы дипломом на потомственное дворянское достоинство и гербом, внесённым в «Сборник дипломных гербов Российского Дворянства, не внесённых в Общий Гербовник».
Был награждён орденами Св. Станислава 2-й степени, Св. Владимира 4-й степени и Св. Анны 3-й степени.
С 1808 года был членом Вольного экономического общества. 
Умер 16 (28) июля 1848 года. Похоронен на Смоленском православном кладбище.

## Семья
Был женат на дочери Ивана Парфеновича Хмельницкого (1742—1794), Екатерине (01.11.1788—07.06.1853). Их дети:
- Иван (1809—1865), генерал-майор
- Василий (1812—1867)
- Алексей (1814–1867), петербургский купец 1-й гильдии, в 1866 году в честь 100-летия торгового дома был возведён в баронское достоинство
- Виктор (1829—1902)
- Вера — была замужем за Александром Павловичем Волковым (23.04.1810—15.03.1880)